# Ministero degli affari esteri (Montenegro)
Il Ministero degli affari esteri del Montenegro (in montenegrino: Ministarstvo vanjskih poslova u Vladi Crne Gore / Министарство вањских послова у Владе Црне Горе) è un dicastero del governo del Montenegro responsabile degli affari consolari e delle relazioni estere del Montenegro.

## Lista dei ministri

### Principato del Montenegro (1879-1910)
| Ministro      | Ministro       | Ministro                     | Partito               | Governo           | Mandato          | Mandato          |
| Ministro      | Ministro       | Ministro                     | Partito               | Governo           | Inizio           | Fine             |
| ------------- | -------------- | ---------------------------- | --------------------- | ----------------- | ---------------- | ---------------- |
| Affari esteri |                |                              |                       |                   |                  |                  |
|               |                | Stanko Radonjić (1841-1889)  | Indipendente          | Petrović-Njegoš   | 20 marzo 1879    | 14 ottobre 1889  |
|               |                | Gavro Vuković (1852-1928)    | Indipendente          | Petrović-Njegoš   | 14 ottobre 1889  | 19 dicembre 1905 |
|               |                | Lazar Mijušković (1867-1936) | Partito Popolare Vero | Mijušković I      | 19 dicembre 1905 | 24 novembre 1906 |
|               |                | Marko Radulović (1866-1935)  | Partito Popolare      | Radulović         | 24 novembre 1906 | 1º febbraio 1907 |
|               |                | Andrija Radović (1872-1947)  | Partito Popolare      | Radović I         | 1º febbraio 1907 | 17 aprile 1907   |
|               |                | Lazar Tomanović (1845-1932)  | Indipendente          | Tomanović I       | 17 aprile 1907   | 15 aprile 1909   |
| Tomanović II  | 15 aprile 1909 | Lazar Tomanović (1845-1932)  | Indipendente          | 14 settembre 1910 |                  |                  |

### Regno del Montenegro (1910-1929)
| Ministro      | Ministro       | Ministro                                     | Partito               | Governo           | Mandato           | Mandato           |
| Ministro      | Ministro       | Ministro                                     | Partito               | Governo           | Inizio            | Fine              |
| ------------- | -------------- | -------------------------------------------- | --------------------- | ----------------- | ----------------- | ----------------- |
| Affari esteri |                |                                              |                       |                   |                   |                   |
|               |                | Lazar Tomanović (1845-1932)                  | Indipendente          | Tomanović III     | 14 settembre 1910 | 23 agosto 1911    |
|               |                | Dušan Gregović (1875-1923)                   | Indipendente          | Tomanović IV      | 23 agosto 1911    | 19 giugno 1912    |
|               |                | Mitar Martinović (1870-1954)                 | Partito Popolare Vero | Martinović        | 19 giugno 1912    | 8 maggio 1913     |
|               |                | Dušan Vukotić (facente funzione) (1864-1930) | Indipendente          | Martinović        | 16 ottobre 1912   | 8 maggio 1913     |
|               |                | Petar Plamenac (1872-1954)                   | Indipendente          | Vukotić I         | 8 maggio 1913     | 25 aprile 1914    |
| Vukotić II    | 25 aprile 1914 | Petar Plamenac (1872-1954)                   | Indipendente          | 11 settembre 1915 |                   |                   |
|               |                | Janko Vukotić (1866-1927)                    | Indipendente          | Vukotić III       | 11 settembre 1915 | 2 gennaio 1916    |
|               |                | Mirko M. Mijušković (facente funzione) (?-?) | Indipendente          | Vukotić III       | 3 ottobre 1915    | 2 gennaio 1916    |
|               |                | Lazar Mijušković (1867-1936)                 | Partito Popolare Vero | Mijušković II     | 2 gennaio 1916    | 12 maggio 1916    |
|               |                | Andrija Radović (1872-1947)                  | Partito Popolare      | Radović II        | 12 maggio 1916    | 17 gennaio 1917   |
|               |                | Milutin Tomanović (?-?)                      | Indipendente          | Matanović         | 17 gennaio 1917   | 11 giugno 1917    |
|               |                | Evgenije Popović (1842-1931)                 | Indipendente          | Popović           | 11 giugno 1917    | 17 febbraio 1919  |
|               |                | Jovan Plamenac (1873-1944)                   | Partito Popolare Vero | Plamenac I        | 17 febbraio 1919  | 2 marzo 1921      |
| Plamenac II   | 2 marzo 1921   | Jovan Plamenac (1873-1944)                   | Partito Popolare Vero | 7 marzo 1921      |                   |                   |
| Plamenac III  | 7 marzo 1921   | Jovan Plamenac (1873-1944)                   | Partito Popolare Vero | 28 giugno 1921    |                   |                   |
|               |                | Pero Šoć (1884-1966)                         | Indipendente          | Vučinić           | 28 giugno 1921    | 14 settembre 1922 |
|               |                | Anto Gvozdenović (1853-1935)                 | Indipendente          | Gvozdenović       | 23 settembre 1922 | 14 settembre 1929 |

### Repubblica di Montenegro (1991-2006)
| Ministro | Ministro | Ministro                     | Partito                                           | Governo       | Mandato          | Mandato          |
| Ministro | Ministro | Ministro                     | Partito                                           | Governo       | Inizio           | Fine             |
| -------- | -------- | ---------------------------- | ------------------------------------------------- | ------------- | ---------------- | ---------------- |
|          |          | Nikola Samardžić (1935–2005) | Indipendente                                      | Đukanović I   | 15 febbraio 1991 | 1º agosto 1992   |
|          |          | Miodrag Lekić (1947)         | Indipendente                                      | Đukanović II  | 1º agosto 1992   | 17 maggio 1995   |
|          |          | Janko Jeknić (1949–1997)     | Partito Democratico dei Socialisti del Montenegro | Đukanović III | 17 maggio 1995   | 17 gennaio 1997  |
|          |          | Branko Perović (1959)        | Partito Democratico dei Socialisti del Montenegro | Vujanović     | 17 gennaio 1997  | 27 gennaio 2000  |
|          |          | Branko Lukovac (1944–2023)   | Indipendente                                      | Vujanović     | 27 gennaio 2000  | 8 gennaio 2003   |
|          |          | Dragiša Burzan (1950)        | Partito Socialdemocratico del Montenegro          | Đukanović IV  | 8 gennaio 2003   | 29 luglio 2004   |
|          |          | Miodrag Vlahović (1961)      | Indipendente                                      | Đukanović IV  | 29 luglio 2004   | 10 novembre 2006 |

### Montenegro (2006-presente)
| Ministro      | Ministro         | Ministro                            | Partito                                           | Governo          | Mandato          | Mandato          |
| Ministro      | Ministro         | Ministro                            | Partito                                           | Governo          | Inizio           | Fine             |
| ------------- | ---------------- | ----------------------------------- | ------------------------------------------------- | ---------------- | ---------------- | ---------------- |
| Affari esteri |                  |                                     |                                                   |                  |                  |                  |
|               |                  | Miodrag Vlahović (1961)             | Indipendente                                      | Đukanović IV     | 3 giugno 2006    | 10 novembre 2006 |
|               |                  | Milan Roćen (1950)                  | Partito Democratico dei Socialisti del Montenegro | Šturanović       | 10 novembre 2006 | 29 febbraio 2008 |
| Đukanović V   | 29 febbraio 2008 | Milan Roćen (1950)                  | Partito Democratico dei Socialisti del Montenegro | 29 dicembre 2010 |                  |                  |
| Lukšić        | 29 dicembre 2010 | Milan Roćen (1950)                  | Partito Democratico dei Socialisti del Montenegro | 10 luglio 2012   |                  |                  |
| Lukšić        |                  |                                     | Nebojša Kaluđerović (1955)                        | Indipendente     | 10 luglio 2012   | 4 dicembre 2012  |
|               |                  | Igor Lukšić (1976)                  | Partito Democratico dei Socialisti del Montenegro | Đukanović VI     | 4 dicembre 2012  | 28 novembre 2016 |
|               |                  | Srđan Darmanović (1961)             | Indipendente                                      | Marković         | 28 novembre 2016 | 4 dicembre 2020  |
|               |                  | Đorđe Radulović (1984)              | Indipendente                                      | Krivokapić       | 4 dicembre 2020  | 28 aprile 2022   |
|               |                  | Ranko Krivokapić (1961)             | Partito Socialdemocratico del Montenegro          | Abazović         | 28 aprile 2022   | 21 ottobre 2022  |
|               |                  | Dritan Abazović (ad interim) (1985) | Azione Riformista Unita                           | Abazović         | 21 ottobre 2022  | 31 ottobre 2023  |
|               |                  | Filip Ivanović (1986)               | Europa Ora!                                       | Spajić           | 31 ottobre 2023  | 23 luglio 2024   |
|               |                  | Ervin Ibrahimović (1972)            | Partito Bosgnacco                                 | Spajić           | 23 luglio 2024   | in carica        |

### Esplicative
1. 1 2 3 4 5 6  Ricopre anche la carica di Presidente del Consiglio dei ministri.
2. ↑  Ricopre anche le cariche di Presidente del Consiglio dei ministri, di Ministro della guerra e di Ministro delle finanze e dell'edilizia.
3. ↑  Ad interim fino al 15 aprile 1909, ricopre anche le cariche di Presidente del Consiglio dei ministri e, fino al 15 aprile 1909, di Ministro della giustizia.
4. ↑  Ricopre anche le cariche di Presidente del Consiglio dei ministri e di Ministro della giustizia ad interim.
5. ↑  Ricopre anche le cariche di Presidente del Consiglio dei ministri e di Ministro della guerra.
6. ↑  Presidente del Consiglio dei ministri, Ministro della guerra e Ministro degli affari esteri facente funzione in quanto Mitar Martinović era impegnato nella prima guerra balcanica. Ricopre inoltre la carica di Ministro della giustizia.
7. ↑  Ministro degli affari esteri facente funzione in quanto Janko Vukotić era impegnato sul campo nella Prima guerra mondiale. Ricopre inoltre la carica di Ministro delle finanze e dell'edilizia.
8. ↑  In esilio dal 25 gennaio 1916.
9. 1 2 3 4 5 6 7 8  In esilio
10. ↑  Ricopre anche le cariche di Presidente del Consiglio dei ministri e di Ministro degli affari interni ad interim.
11. ↑  Ricopre anche le cariche di Presidente del Consiglio dei ministri e di Reggente del Regno di Montenegro.
12. ↑  Ricopre anche la carica di Vice Primo ministro.
13. ↑  Ricopre anche la carica di Primo ministro.
14. ↑  Ricopre anche la carica di Vice Primo ministro per le relazioni internazionali.